# Poljana Biškupečka
Poljana Biškupečka je naselje u Republici Hrvatskoj, u sastavu Grada Varaždina, Varaždinska županija. 

## Stanovništvo
Prema popisu stanovništva iz 2001. godine, naselje je imalo 443 stanovnika te 117 obiteljskih kućanstava.
| broj stanovnika | 191   | 212   | 221   | 239   | 248   | 296   | 306   | 317   | 373   | 377   | 380   | 401   | 447   | 441   | 443   | 452   | 421   |
|                 | 1857. | 1869. | 1880. | 1890. | 1900. | 1910. | 1921. | 1931. | 1948. | 1953. | 1961. | 1971. | 1981. | 1991. | 2001. | 2011. | 2021. |

## Poznate osobe
- Franjo Šanjek, hrvatski povjesničar